# Suze (vattendrag i Schweiz)
La Suze (på tyska: Schüss) är en vänsterbiflod till Aare i kantonen Bern i Schweiz. Floden rinner upp i Renan i Jura Bernois, och genomflyter i ostlig riktning Vallon de Saint-Imier. Vid Pery viker floden av mot söder och korsar Jurakedjorna i kanjoner. Den sydligaste och djupaste heter Taubenlochschlucht. Vid Bözingen i Biel når Suze Mittlandet och mynnar genom ett kanaliserat delta i Bielsjön och Zihl. 

## Vattenflöde
Kantonen bedriver flera mätstationer. Suzes totala vattenflöde vid Biel var under åren 2002 till 2014 i genomsnitt 7.82 m³/s.

## Nyttjande
- Längs floden har flera fabriker anlagts och den används fortfarande som källa för vattenkraft.
- Floden är uppskattad som fiskevatten för öring.[2]